# ポルトガルサッカー連盟
フェデラソン・ポルトゥゲーザ・デ・フトゥボル（ポルトガル語: Federação Portuguesa de Futebol, 英語: Portuguese Football Federation）は、ポルトガルのサッカーを統括する団体。略称はFPF。本部は首都であるリスボンに置かれる。
女子サッカーの国際大会であるアルガルヴェ・カップを主催している。

## 概要
サッカーポルトガル代表をはじめ、ポルトガル3部リーグであるカンペオナート・デ・ポルトゥガル、タッサ・デ・ポルトガル、スーペルタッサ・カンディド・デ・オリベイラ、ユースチーム、女子サッカー、フットサルなどの運営・組織を行っている。
なお、1部リーグであるプリメイラ・リーガ、2部リーグであるセグンダ・リーガ、リーグカップ戦であるタッサ・ダ・リーガは、ポルトガルプロサッカーリーグ（LPFP）が運営している。